# Juan Miles
Juan Miles   (Buenos Aires, 24 de juny de 1895 - Buenos Aires, 18 de desembre de 1981) va ser un jugador de polo argentí, d'origen britànic, que va competir entre les dècades de 1910 i 1930.
El 1924 va prendre part en els Jocs Olímpics de París, on guanyà la medalla d'or en la competició de polo. Miles compartí equip amb Arturo Kenny, Guillermo Naylor, Juan Nelson i Enrique Padilla. Aquesta va ser la primera medalla d'or argentina de la història en uns Jocs Olímpics.